# 安樂縣 (清化州)
安樂縣，是明代交阯承宣布政使司清化府清化州下轄的一個縣，後陷入安南，治所約在今越南石城縣東部。

## 沿革
- 永樂五年六月癸未朔（1407年7月5日）置，隸清化府清化州[2]。
- 永樂六年十月二十六日（1408年11月13日），設安樂縣險石關、清都鎮廵檢司[3]。
- 永樂十四年十月十日（1416年10月30日），設安樂縣之東皐馬驛[4]。
- 永樂十六年三月初七日（1418年4月12日），設安樂縣儒學[5]。
- 永樂十七年三月十九日癸亥（1419年4月13日），設安樂縣儒學[6]。〔交阯承宣布政使司有兩個安樂縣，實錄則記載三次設置安樂縣儒學，可能有一個時間或者縣名有誤，另三帶州安樂縣儒學設置於永樂十四年五月十五日（1416年6月10日）[7]〕
- 永樂十七年九月十四日丙辰（1419年10月3日），併清化州之安樂縣入本州[8]。